# Condado de Blaine (Montana)
O Condado de Blaine é um dos 56 condados do estado norte-americano de Montana. A sede de condado é Chinook, que é também a sua maior cidade. O condado tem uma área de 10 979 km² (dos quais 34 km² estão cobertos por água), uma população de 7009 habitantes, e uma densidade populacional de 0,68 hab/km² (segundo o censo nacional de 2000). O condado foi fundado em 1912 e recebeu o seu nome em homenagem a James G. Blaine, que foi Secretário de Estado dos Estados Unidos entre 1889 e 1892.